# Reggie Bannister
Reginald Horace „Reggie” Bannister (ur. 29 września 1945 w Long Beach w stanie Kalifornia) – amerykański muzyk, aktor, producent filmowy, pisarz i aktywista. Występował w serii horrorów Dona Coscarelli pt. Mordercze kuleczki (ang. Phantasm). Obecnie mieszka w Południowej Kalifornii wraz ze swoją żoną Gigi Bannister.

## Wyselekcjonowana filmografia
- 2009: Phantasm V jako Reggie
- 2006: Cmentarne wrota (ang. Cemetery Gates) jako Belmont
- 1998: Mordercze kuleczki IV: Zapomnienie (ang. Phantasm IV: Oblivion) jako Reggie (także kompozytor)
- 1997: Władca życzeń (ang. Wishmaster) jako farmaceuta
- 1994: Mordercze kuleczki III: Władca umarłych (ang. Phantasm III: Lord of the Dead) jako Reggie
- 1990: Cicha noc, śmierci noc 4 (ang. Silent Night, Deadly Night 4: Initiation) jako Eli
- 1988: Mordercze kuleczki II (ang. Phantasm II) jako Reggie
- 1979: Mordercze kuleczki (ang. Phantasm) jako Reggie